# 서희경
서희경(徐希炅, 1986년 7월 8일 ~ )은 대한민국의 골프 선수이다.
2005년 한국 LPGA인 KLPGA에 입회하였으며 통산 11승을 기록하였으며 2008년 한해 동안에만 6승, 607,312,239원의 상금을 획득하였다.
또한 유럽골프투어 LET와 KLPGA가 공동개최하는 제주 세인트 포 마스터스에서 우승하여, LET시드권을 따냈다.
2009년에는 미국골프투어 LPGA 대회인 SBS오픈과 크라프트 나비스코 챔피언십에 초청되어 공동15위, 컷오프의 성적을 냈다.
또, KLPGA에서 5승, 663,759,286원의 상금을 획득하는 등, 그 해 다승왕, 상금왕, 대상 등을 휩쓸며 유소연과의 라이벌 경쟁이 지금의 KLPGA 투어 흥행에 밑거름이 되었다는 평가를 받고 있다.
2010년에는 미국 캘리포니아주에서 열린 LPGA투어 기아클래식에서 우승하며, 국외무대에도 자신의 이름을 알렸고, LPGA투어 첫 해인 2011년, 신인왕을 획득하며 성공적인 투어 적응을 이루었다.
2013년 11월 국정훈과 결혼하여 현재 서울시 용산구에 거주하고 있다.
대회 전 아침식사를 한다는 그녀는 런닝 어프러치 샷이 자신있다고 한다. 줄리 잉스터를 존경하고. 국가대표 상비군을 지냈으며, 평균 드라이버 거리는 245야드이다.

## 우승 기록
2008년
- (KLPGA)하이원컵 SBS 채리티 여자오픈
- (KLPGA)KB국민은행 Star Tour 3차 대회
- (KLPGA)Binhai Open 2008
- (KLPGA)2008 가비아 인터불고 마스터즈
- (KLPGA,LET)제주 세인트포 레이디즈 마스터스
- (KLPGA)ADT CAPS Championship 2008

2009년
- (KLPGA)MBC투어 제2회 롯데마트 여자오픈
- (KLPGA)태영배 제23회 한국여자오픈 골프선수권대회
- (KLPGA)하이트컵 챔피언십
- (KLPGA)KB국민은행 Star Tour 그랜드 파이널
- (KLPGA)ADT CAPS Championship 2009

2010년
- (LPGA)기아 클래식 Presented by J Golf

진한색은 메이저.